# Colus latericeus
Colus latericeus är en snäckart som först beskrevs av Moller 1842.  Colus latericeus ingår i släktet Colus och familjen valthornssnäckor. Inga underarter finns listade i Catalogue of Life.